# Drosophila wheeleri
Drosophila wheeleri är en tvåvingeart som beskrevs av John Thomas Patterson och Charles Paul Alexander 1952.
Drosophila wheeleri ingår i släktet Drosophila och familjen daggflugor. Artens utbredningsområde är Kalifornien.